# Розум і почуття (мінісеріал, 2008)
«Розум і почуття» (англ. Sense and Sensibility) — британська телевізійна драма 2008 року, екранізація роману Джейн Остін 1811 року «Чуття і чуттєвість». Сценарій написав Ендрю Девіс, який розповів, що метою серіалу було змусити глядачів забути фільм Енга Лі 1995 року «Розум і почуття». Серіал «більш відверто сексуальний», ніж попередні адаптації Остін, Девіс включив сцени із спокушанням та поєдинком, які були відсутні у художньому фільмі, але вони є в книзі Остін. Режисер серіалу «Розум і почуття» — Джон Александер, продюсер — Енн Півчевич. Гетті Мораган та Чаріті Вейкфілд знялися в ролі Елінор та Маріанни Дешвуд, двох сестер, які вирушають у «подорож до бурхливих сексуальних та романтичних відкриттів».
Серіал знімався в англійських графствах Беркшир, Суррей, Бакінгемшир та Девоншир протягом двох місяців з квітня 2007 року. Він був створений у співавторстві BBC та американської студії WGBH Boston. Серіал виходив трьома частинами з 1 січня 2008 року у Сполученому Королівстві та залучав у середньому 6 мільйонів глядачів за епізод. Перший епізод також увійшов до десятки найпопулярніших програм на iPlayer BBC. Серіал отримав переважно позитивні відгуки телевізійних критиків, акторський колектив та знімальна група отримали кілька номінацій на премію за свою роботу. Він вийшов на двох DVD-дисках у Великій Британії 14 січня 2008 року.

## Сюжет
Коли Генрі Дешвуд (Саймон Вільямс) помирає, він залишає весь свій статок і свій дім, Норленд-парк, своєму синові (від першого шлюбу) Джону (Марк Ґетісс). Джон обіцяє дбати про свою мачуху, Мері Дешвуд (Джанет Мактір) і сестер (дочок його батька від другого шлюбу): Елінор (Гетті Мораган), Маріанну (Чаріті Вейкфілд) і Маргарет (Люсі Бойнтон). Однак, дружина Джона Фанні (Клер Скіннер) переконує його, що батько не мав на увазі фінансову допомогу. Крім того, їм доведеться покинути Норленд-парк, оскільки тепер він належить Джону Дешвуду. Брат Фанні, Едвард Феррарс (Ден Стівенс), приїжджає в гості і  знайомиться з Елінор, вони проводять багато часу разом. Поки пані Дешвуд сподівається, що вони заручаться, Фанні повідомляє їй, що його мати не схвалить цей шлюб. Місіс Дешвуд отримує лист від свого двоюрідного брата, сера Джона Міддлтона (Марк Вільямс), який пропонує їй невеликий котедж у його маєтку, Бартон-парку, у Девонширі. Вона та її дочки вирішують негайно покинути Норленд. 
Під час вечері в Бартон парку, сер Джон знайомить Дешвудів зі своєю дружиною, леді Міддлтон (Розанна Лавель); її матір'ю, пані Дженнінгс (Лінда Бассетт); та другом родини, полковником Брендоном (Девід Морріссі). Брендон відразу закохується в Маріанну, але вона вважає його занадто старим. Під час прогулянки з Маргарет Маріанна падає і ушкоджує щиколотку. Її рятує молодий чоловік, який несе її назад до котеджу. Він відрекомендувався як Джон Віллоубі (Домінік Купер), і заявив, що наступного дня прийде дізнатися як почувається Маріанна. Брендон також заходить до Дешвудів, але побачивши Віллоубі, швидко йде. Віллоубі та Маріанна зближуються завдяки взаємній любові до поезії, і пізніше вона дозволяє йому взяти пасмо її волосся. Місіс Дешвуд та Елінор підозрюють, що вони таємно заручилися. 
Брендон запрошує Дешвудів та Міддлтонів відвідати свій маєток у Делафорді, але перед поїздкою у нього виникають невідкладні справи. Віллоубі просить дозволу наступного дня поговорити наодинці з Маріанною, а потім і з пані Дешвуд, з чого всі зробили висновок, що він збирається освідчитись. Однак, Віллоубі повідомляє, що тітка відсилає його у справах до Лондона щонайменше на рік, і він, можливо, не зможе найближчим часом повернутися в Девоншир. Незабаром після від'їзду Віллоубі завітав Едвард, він виглядає нещасним і відстороненим. Племінниці місіс Дженнінгс, Люсі (Анна Мадлі) та Енн Стіл (Дейзі Гаггард), приїздять до Бартон парку. Люсі дізнається, що Дешвуди знайомі з Феррарсами, і розповідає Елінор, що вони з Едвардом таємно заручені вже чотири роки. Ця новина приголомшує Елінор. Місіс Дженнінгс запрошує Елінор та Маріанну поїхати з нею до Лондона, а Маріанна сподівається, що там побачить Віллоубі. Однак він не відвідує їх і не відповідає на її листи. 
Під час вечірки Маріанна бачить Віллоубі, але він ледве визнає їх знайомство. Пізніше стає відомо, що він заручений із заможною міс Грей. Маріанна безутішна. Брендон розповідає Елінор, що Віллоубі спокусив, а потім покинув молоду підопічну Брендона Елізу Вільямс, яка завагітніла від нього і народила дитину. Місіс Феррарс (Жан Марш) дізнається про заручини Едварда та Люсі та погрожує позбавити його спадку, якщо він не розірве їх, але Едвард відмовляється. Пізніше Брендон пропонує йому парафію у своєму маєтку в Делафорді. На зворотному шляху з Лондона сестри Дешвуд та пані Дженнінгс зупиняються у її дочки місіс Палмер. Маріанна виснажена своїм горем. Вона йде на прогулянку, згодом починається гроза. Брендон знаходить її непритомною і приносить в дім, лікар діагностує в неї лихоманку. Доки Маріанна одужує, Віллоубі приходить поговорити з Елінор. Він наполягає на тому, що любив Маріанну і хотів одружитися з нею, але тітка позбавила його фінансової підтримки, дізнавшись про його поведінку з Елізою, тому він мусив знайти собі заможну наречену. Після одужання Маріанни, сестри повертаються додому. Маріанна часто відвідує Делафорд, більше спілкується з полковником Брендоном і врешті закохується в нього. Елінор дізнається, що Люсі Стіл вийшла заміж, і припускає, що вона стала дружиною Едварда. Однак, він приїжджає до котеджу і пояснює Дешвудам, що Люсі одружилася з його братом Робертом (Лео Білл). Потім Едвард каже, що кохає Елінор, і освідчується їй. Вони одружуються, Маріанна і Брендон також.

## Виробництво

### Концепція та адаптація
5 жовтня 2005 року репортер BBC News з'ясував, що письменник Ендрю Девіс планував адаптувати «Чуття і чуттєвість» Джейн Остін у головну телевізійну драму, яка виходитиме в ефірі BBC впродовж двох років. Девіс прокоментував: «Коли це чудові історії, ти продовжуєш повертатися до них і робити їх по-різному з різними людьми і різної тривалості».  Девіс пояснив, що його сценарій ще на ранніх стадіях і що жодного актора ще не затверджено.  Пізніше письменник висловив своє захоплення адаптуванням роману під час інтерв'ю з Полом Кері з «Вестерн мейл», назвавши Остін своїм «улюбленим романістом». Він також визнав, що завдяки успіху його адаптації «Гордості і упередження», на нього тиснули, щоб він екранізував  «Чуття і чуттєвість».  Пізніше Девіс заявив, що метою мінісеріалу було змусити глядачів забути про екранізацію 1995 року Енга Лі.
Вступний епізод серіалу містить момент, коли Віллоубі спокушає Елізу, яка ще є школяркою. Девіс заявив Кері і Клер Гілл з «Вестерн мейл», що він хоче достовірно відобразити передісторію, що стосується Віллоубі. Девіс додав: «Роман — це стільки ж про секс і гроші, скільки про соціальні умовності». Він також включив у свій сценарій поєдинок полковника Брендона та Віллоубі, який відсутній в екранізації роману Лі, але згадується в оригінальному романі.
Девіс спробував знайти спосіб перетворити чоловіків на героїв у своєму сценарії. Він сказав, що Остін повинна була змусити читача відчути, що Едвард гідний Елінор, і пояснив, як Маріанна закохується в полковника Брендона, після того, як її серце розбив Віллоубі. Письменник додав більшої ваги чоловічим ролям, тому їх можна було перетворити на сильніших персонажів. Девіс сказав Гілл, що команда «дуже важко працювала» над чоловіками. Брендон постає рятівником і вправним вершником, тоді як Едвард в одній зі сцен рубає дрова, засмучений через свої невдалі заручини.  Девіс також зробив сестер Дешвуд молодшими та «вразливішими», ніж їх зображено у фільмі Лі.  

### Підбір акторів
Девіс прокоментував, що йому б хотілося, щоб він відповідав за кастинг. Він зізнався, що спочатку заперечував проти того, щоб Гетті Мораган дісталася роль старшої сестри, Елінор Дешвуд.  Однак він був радий, що його заперечення були проігноровані, адже він закохався у її гру.  Мораган заявила Джаспер Різ з The Daily Telegraph, що вона навмисно вирішила не дивитися екранізацію фільму «Розум і почуття» 1995 року або думати про зображення персонажа Еммою Томпсон. Вона пояснила, що «так можна збожеволіти. Це спотворило б вашу роботу. Я подумала, що це буде оригінально тому, що це роблю я, і є лише одна я».  
Чаріті Вейкфілд успішно пройшла прослуховування на роль Маріанни Дешвуд. Актриса сказала: «Маріанна— це втілення молодості та надії. Мене так схвилювало, що мені запропонували цю роль тому, що я відчувала, що це роль, яку я можу насправді втілити. Я розумію її характер і вважаю, що у нас багато спільного». Ден Стівенс був обраний для того, щоб грати Едварда Феррарса, коханого Елінор. Актор сказав журналісту BBC, що він дуже хотів долучитися і був схвильований можливістю зіграти свого персонажа. Стівенс захворів на тонзиліт під час зйомок, і пожартував, що через це в серіалі  дуже мало сцен з ним, де він ще повністю здоровий.  
Девід Морріссі зобразив полковника Брендона. Актор надіслав сценарій своєму агенту, і він спочатку запитав, чи справді потрібна ще одна адаптація Остін. Однак, потім він прочитав сценарій і подумав, що це «просто геніально», тим більше, що Девіс додав більше сцен із зображенням чоловічих персонажів.  Домінік Купер взяв на себе роль Джона Віллоубі, суперника Брендона за прихильність Маріанни. Описуючи свого персонажа, Купер сказав: «Я намагався переконати себе, що він не надто поганий. Молодий хлопець 25 років справді закохується в Маріанну».  Купер сказав, що йому було весело працювати над проектом.  
Джанет Мактір та Люсі Бойнтон зіграли відповідно місіс Дешвуд та Маргарет Дешвуд. Марк Ґетісс зобразив Джона Дешвуда. Клер Скіннер отримала роль дружини Джона Фанні, а Марк Вільямс зіграв сера Джона Міддлтона. Лінда Бассет та Жан Марш отримали ролі місіс Дженнінгс та місіс Феррарс відповідно. Роберт Біанко з USA Today прокоментував, що обидві жінки були «чудово підібрані». Актриси Анна Мадлі та Дейзі Гаґґард зобразили Люсі Стіл та її сестру Енн, героїню, якої не було в фільмі 1995 року.

### Зйомки

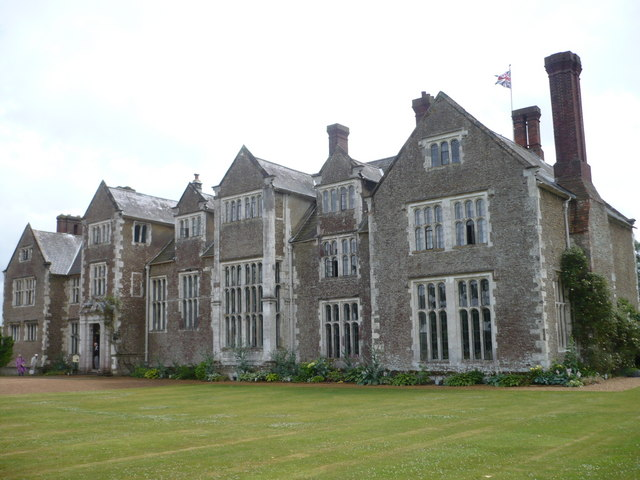
Лозлі-парк став зовнішнім виглядом Бартон-парку, будинку Міддлтонів.

«Розум і почуття» знімали повністю на території Англії, переважно в графствах Беркшир, Суррей, Бакінгемшир та Девоншир. Зйомки фільму розпочалися у квітні 2007 року та тривали до початку червня.  Блекпул Мілл, котедж п’ятнадцятого століття на півночі Девона, був перетворений в котедж «Бартон», будинок дівчат Дешвуд. Художній керівник серіалу Джеймс Меріфілд проходив повз котедж у 2006 році і думав, що він ідеально підходить для фільму.  Пізніше його відправили назад до котеджу менеджером з локації для цього серіалу, і він вирішив, що це місце буде найкращим для зйомок. Власники Блекпул Мілл, сер Х'ю та леді Стаклі, в лютому 2007 року звернулися до BBC, яка поцікавилася можливістю зйомок там.  Керолайн Гаммелл з The Daily Telegraph повідомила, що «знімальна група, помічники продюсера, режисери та актори працювали над Блекпул-Мілл, перетворивши сільський чотирикімнатний будинок у романтичний центр твору Джейн Остін. Дизайнери сцени зробили його більш схожим на котедж 19 століття, додавши передній ґанок, а також мансардні вікна, фальшиві віконниці та додатковий димар».  Внутрішній інтер'єр котеджу був «трохи неохайним» для статусу місіс Дешвуд, тому сцени із зображенням внутрішньої частини котеджу були зняті в студії.  Зйомки в котеджі відбувалися протягом восьми днів у травні.
Вейкфілд розповідала, що під час зйомок постійно дощило, через що часто намокав акторський склад та знімальна група. Однак, така погода наштовхнула Девіса на думку зобразити Едварда у мокрій сорочці у сцені, де він рубає дрова під дощем. Цей епізод перегукується зі знаменитою озерною сценою у «Гордості і упередженні».  Купер розповів Джорджіні Роджерс з «Бірмінгем Пост», що негода вплинула на його першу сцену, в якій Віллоубі переносить травмовану Маріанну додому. Він пояснив, що сцену знімали на вертикальному схилі з дощовою машиною, оскільки природний дощ не відображається на камері.  Його плащ постійно потрапляв під ногу, через що нести Вейкфілд було ще складніше.  Вротам-парк став зовнішнім виглядом Норленду, будинку родини Дешвудів. Гам-гаус в Ричмонді був використаний як інтер'єр Норленда, тоді як майданчик використовувався для зовнішніх сцен. Національний траст просив не косити траву кілька тижнів до початку зйомок.  Гам-гаус також використовувався як Клівленд. Лозлі-парк був обраний для зовнішньої зйомки будинку сера Джона Міддлтона, Бартон-парку.  Одну з кімнат цього маєтку використовували для зйомок як бібліотеку полковника Брендона, тоді як вхід використовувався для сцен, де гості збиралися на пікнік. Ще одна кімната була також використана для сцен із участю Маріанни, після того як вона захворіла.  Інші місця зйомок включали Dorney Court, Hall Barn, Лінкольнз інн та Clovelly Pier.

### Костюми та макіяж
Дизайнером костюмів для мінісеріалу була Мішель Клептон. Вона та помічник художника по костюмах Алекс Фордгем провели велику кількість досліджень у пошуках натхнення. Вони годинами переглядали картини та книги того часу, а також відвідували художні галереї та музей Вікторії та Альберта.   Під час інтерв'ю для вебсайту драми BBC Online, Фордгем пояснив, що вони намагалися знайти відомості з усіх областей.  Клептон заявила, що команда хотіла зробити багато костюмів, а не повторно використовувати те, що вже було доступне в інших постановках. Щоб отримати відчуття кольору, який вони хотіли, їм довелося фарбувати і створювати безліч варіантів.  Команда по костюмах тісно співпрацювала з відділом макіяжу та дизайнером виробництва. Після своєї першої зустрічі вони придумали кольорову палітру для всього шоу.  Клептон вирішила дати Елінор та Маріанні контрастні гардероби. «Легковажна» та «артистична» Маріанна носить сильні кольори порівняно з Елінор, яка відрізняється індивідуальністю та кольором обличчя.  Фордгем прокоментував, що, оскільки Маріанна є молодшою та «дикою дитиною», у її гардеробі є багато речей жовтого кольору, які підходять до обличчя Вейкфілд та свіжості її персонажа.  
Гардероб Віллоубі був розроблений так, щоб відображати його «поетичну» та «модну» природу, тоді як Едварду, як вважав Фордгем, більше підходять сільські кольори вісімнадцятого століття. Оскільки полковник Брендон був сильнішим персонажем, його костюми були чимось середнім між ними. В його одязі переважали теплі відтінки замість сільських кольорів, він був розроблений таким чином, щоб виглядати старомодним і консервативним.  У постановці робився акцент на молодості та пристрасті, які Клептон включила у свою роботу. Дизайнер сказала: «Десять років тому жіночі персонажі в драмах XIX століття мали б своє волосся укласти в дуже охайні завитки, всі акуратні та ідеальні, як на портретах. Зараз ми намагаємося домогтися більш правдоподібного, природного вигляду, особливо тоді, коли Дешвуди знаходиться вдома».  Морріссі зауважив, що костюми того періоду були «трохи незручними» для сучасного життя, але як тільки актори їхали на конях або ходили по полях, вони розуміли, чому вони зроблені саме так. Він додав: «Коли ти танцюєш, вони досить обмежуючі, але це дуже добре для постави — постава тоді була іншою, і це важливо. Але вони дають вам відчуття персонажа, які справді є перевагою для тебе як для актора».  
Карен Гартлі-Томас була дизайнером зачісок та макіяжу. Вона почала готуватися за пару місяців до початку зйомок, і раніше зустрілася з режисером та продюсером, щоб обговорити всю концепцію фільму.  Як і костюмери, вона читала книги та ходила в художні галереї під час своїх досліджень.  Жіночим персонажам в екранізації роблять «непомітний макіяж», тому що в той період часу, який відображено у фільмі, лише нижчі класи мали б біло-рожевий макіяж.  При підготовці сестер Дешвуд до зйомок не використовували туш для вій, а лише трохи коригуючих засобів та рум'ян. Гартлі-Томас також використовувала дуже мало макіяжу для чоловіків, так як вона вважає, що більше б їм не личило.  Обговорюючи зачіски, Гартлі-Томас сказала: «Зачіски Елінор завжди досить охайні, а Маріанна, більш незалежна і непокірна, має безліч різних варіантів зачіски і багато з них з розпущеним волоссям».  Вона також пояснила, що деякі актори чоловічої статі носили перуки, тому що чоловіки в ті часи носили значно об'ємніші зачіски, тоді як зараз у чоловіків переважно коротше волосся. Джон Дешвуд та його син руді, оскільки Гартлі-Томас хотіла, щоб вони виділялися серед природних кольорів інших чоловічих персонажів.  

## Трансляція
Мінісеріал «Розум і почуття» виходив у Великій Британії у трьох частинах, перша показана 1 січня 2008 року. Інші два епізоди виходили в ефір 6 та 13 січня. Перший епізод «Розуму і почуття» увійшов до першої десятки програм на iPlayer BBC після його трансляції. У Сполучених Штатах «Розум і почуття» транслювались на PBS, як частина їх серіалу «Шедеври театру Остін». Драма була розділена на два епізоди, які виходили в ефір 30 березня та 6 квітня 2008 року. Мінісеріал «Розум і почуття» почав виходити з 26 червня 2008 року на каналі UKTV в Австралії.

### Домашні медіа
«Розум і почуття» вийшов на DVD двома дисками у Великій Британії 14 січня 2008 року. DVD Регіону 1 було випущено через кілька днів після його прем'єри на PBS. У набір з двома дисками також входила драма BBC «Міс Остін шкодує», а також коментарі та інтерв'ю акторів та знімальної групи.

## Прийом

### Рейтинги
Перший епізод серіалу «Розум і почуття» переглянули 5,54 мільйона глядачів під час першої його трансляції у Великій Британії, що дало йому двадцять відсотків аудиторії за час його трансляції. Другий епізод зафіксував незначне збільшення глядачів — 5,74 мільйона, тоді як заключна частина залучила аудиторію 6,76 мільйона.

### Критична реакція
Мінісеріал «Розум і почуття» отримав переважно позитивні відгуки критиків. Мелінда Г'юстон, пишучи для The Age, назвала його «чудовою адаптацією» і додала: «Все це прекрасно зроблено, гарний акторський склад». Ленні Енн Лоу з «Сідней Морнінг Геральд» заявила: «Локації, костюми та акторська майстерність є чудовими, особливо дивовижне використання світла».
Ненсі Бенкс-Сміт із «The Guardian» назвала «Розум і почуття» «чарівно-домашнім та невимушеним трактуванням історії», додавши, що він став «молодшою сестрою» фільму Лі 1995 року. Брайан Лоурі прокоментував Variety «цей останній «Розум і почуття» — це чудово проведена робота по підбору акторів на різні ролі, незважаючи на неминучий дефіцит потужності в порівнянні з останньою театральною версією. Девіс і режисер Джон Александер також дали собі деяку свободу, створюючи сцени за участю самих чоловіків (чого сама Остін ніколи не робила) — змусивши, наприклад, Брендона, відвести Віллоубі вбік, щоб запитати про його наміри щодо Маріанни. Зображуючи головні ролі, режисери створюють декілька делікатних моментів — від елегантного спокушання Віллоубі Маріанни до стоїчного страждання Елінор через невловимого Едварда, який, у виконанні Стівенса, чарівно затинається, як і Г'ю Грант у цій ролі».
Серена Девіс з «The Daily Telegraph» позитивно оцінила перший епізод, назвавши його «вірним духу книги» і заявила, що серіал «спритно вийшов з тіні двох грізних попередників: чудової кіноверсії роману Енга Лі 1995 року і власного шедевру сценариста Ендрю Девіса, «Гордість і упередження». Девіс насолоджувався «блискучим» виконанням Мораган ролі Елінор, а також грою Вільямса (сер Джон) та Морріссі (полковник Брендон), хоча вона вважала, що початкова сцена «помилково сприйнята».  Колега Девіс, Джеймс Волтон, заявив: «Зрештою, це «Розум і почуття» було, можливо, геніально компетентним, але не надзвичайно блискучим. Тим не менше, воно досить гарне, щоб вважати, що рік костюмованої драми почався надзвичайно приємно».

### Нагороди та номінації
Команда «Розуму і почуття» отримала кілька номінацій на премію за свою роботу над драмою. На 14-му Шанхайському телевізійному фестивалі серіал був номінований на премію «Магнолія» за найкращий телевізійний фільм або мінісеріал, Александер здобув нагороду як найкращий режисер телевізійного кіно, а Мораган, в свою чергу, за виконання ролі Елінор Дешвуд отримала нагороду як найкраща актриса телевізійного фільму. Девіс був номінований у категорії «Сценарист» на 35-й церемонії вручення премії Гільдії телерадіомовної преси за його сценарій, а Клептон отримала номінацію за видатний дизайн костюмів для телевізійного фільму чи міні-серіалу на премію Гільдії художників з костюмів. Фіппс отримав номінації на премію телебачення BAFTA за найкращу оригінальну телевізійну музику та премію Еммі за видатну музичну композицію для мінісеріалів, кіно чи спеціальної категорії. Оператор Шон Боббіт був також номінований на премію Еммі в кінематографії для мінісеріалів, кіно або спеціальної категорії.